# Symfonie č. 1 (Fibich)
Symfonie č. 1 F dur, op. 17, je první ze tří zralých symfonií českého skladatele Zdeňka Fibicha. Byla napsána v letech 1877-1883. Její provedení trvá asi 30-35 minut.

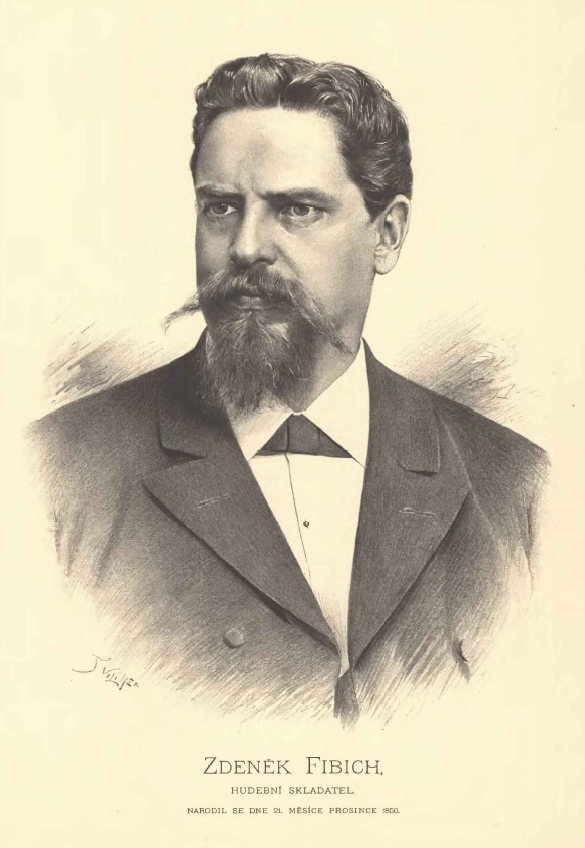
Zdeněk Fibich (rytina Jana Vilímka)

## Vznik skladby
Zdeněk Fibich se věnoval symfonii již od raného mládí. Jako čtrnáctiletý (v roce 1865) složil svou první symfonii Es dur, kterou později zničil. O dva roky později napsal další symfonii g moll, kterou dokonce provedl a sám dirigoval v Chrudimi dne 6. října 1867. Ani tato symfonie se nedochovala, až na scherzo, které Fibich využil o mnoho let později ve 4. větě své první zralé symfonie.
Ta vznikala v poměrně dlouhém časovém rozmezí. 1. věta byla napsána roku 1877, bezprostředně po dokončení opery Blaník, 2. věta o rok později. Obě první věty pak byly poprvé hrány roku 1879 na koncertě Spolku českých žurnalistů.  K dokončení symfonie se však Fibich vrátil až o několik let později; v mezidobí prodělal jeho styl značný vývoj, který vyvrcholil operou Nevěsta messinská (uvedena až 1884). Roku 1882 napsal 3. větu a následujícího roku 4. větu první symfonie, kterou převzal do své opusové řady. Celou symfonii poprvé provedl orchestr Národního divadla pod vedením dirigenta Adolfa Čecha dne 3. května 1883, na jubilejním koncertě Umělecké besedy.

## Struktura skladby
Základní nálada symfonie je optimistická, evokuje "šťastný životní pocit", je to "symfonie Fibichova mládí". Silně přítomná je přírodní romantika, zejména atmosféra lesa, zvláště blízká Fibichovi jakožto synovi lesmistra. Toto přírodně romantické až pastorální ladění evokuje Beethovenovu Pastorální symfonii, Schumannovu Jarní symfonii nebo skladby C. M. von Webera, ale též současné skladby Fibichova staršího vrstevníka Antonína Dvořáka Rapsodie nebo Dumky nebo o něco pozdější skladby Sibeliovy.
Podle fibichovského badatele Jaroslava Jiránka je Fibichova symfonie č. 1 "invenčně hýřivá, rozmanitá a přitom jednotná svým základním českým laděním a osobitě již fibichovským viděním světa".

### 1. věta (Allegro moderato)
První věta ihned navozuje atmosféru lesa pasáží, které dominuje hluboký zvuk lesních rohů, jemuž odpovídá rychlá vibrace ("ševelení") smyčců. Věta má v zásadě sonátovou formu, kde se různě variované, ale v zásadě zvučné až heroické hlavní téma střídá z lyrickým, zpěvným vedlejším tématem.

### 2. věta (Allegro assai)
Druhá věta je třídílné scherzo, oproti subjektivnímu romantismu 1. věty klasičtějšího typu. Zároveň má nejlidovější, "nejčeštější" charakter, což podtrhuje využití polky v místě střední části - tria (Poco meno vivace).

### 3. věta (Adagio non troppo)
Tato věta, označená skladatelem jako "romance" (ala romanza), má epický ráz. Její krajní díly znějí jako melancholická rapsodie, krátká prostřední část (Poco andante) kontrastuje bezprostředním, optimistickým tónem.

### 4. věta (Allegro con fuoco e vivace)
V této větě, rovněž sonátového tvaru, skladatel využil hudební materiál původního ronda ze své rané symfonie g moll, který umně zpracoval v různých variacích a na jedné straně propojil s tématem 1. věty, na druhé straně vygradoval do finále, čímž uzavřel cyklickou formu symfonie.

## Nahrávky
V současnosti jsou na hudebních nosičích (CD) dostupné zejména tyto nahrávky:
- 1950, dirigent Karel Šejna, Česká filharmonie. Nahrávka Supraphonu několikrát vydaná na LP a CD, naposledy v kompletu Fibichových symfonií jako SU 3618-2 902
- 1985, dirigent Petr Vronský, Státní filharmonie Brno, Supraphon 32CO-1091
- 1993, dirigent Neeme Järvi, Detroit Symphony Orchestra. Nahrávka firmy Chandos, naposledy vydána v kompletu Fibichových symfonií jako 9682(2)
- 1996, dirigent Andrew Mogrelia, Razumowsky Symphony Orchestra, Naxos 8.553699

Existují i další nevydané nahrávky, například rozhlasové nahrávky Symfonického orchestru Československého/Českého rozhlasu v Praze s dirigenty Josefem Hrnčířem (1976) a Stanislavem Boguniou (1999).